# ماثيو فوكس (عالم عقيدة)
ماثيو فوكس (بالإنجليزية: Matthew Fox)‏ (و. 1940  م) هو عالم عقيدة، وكاهن أنجليكاني، وكاهن كاثوليكي أمريكي، ولد في ماديسون، ويسكنسن.

## التعليم
تعلم في Aquinas Institute of Theology ‏، وتعلم في المعهد الكاثوليكي في باريس
.